# 富蘭克林縣 (愛達荷州)
富蘭克林縣（英語：Franklin County）是位於美國愛達荷州東南部的一個縣，南鄰猶他州。面積1,731平方公里。根據美國2000年人口普查，共有人口11,329人（2005年估計為12,371人）。縣治普雷斯頓（Preston）。
成立於1913年1月20日，縣名紀念摩門教門徒富蘭克林·杜威·理查茲（Franklin Dewey Richards）。